# 地方の元気再生事業
地方の元気再生事業（ちほうのげんきさいせいじぎょう）は、地方の再生の取り組みを抜本的に推進するための支援事業である。

## 概要
国が予め支援メニューを用意せず、地域の創意工夫や発意から生まれた取り組みなどを構想段階から国が財政面で支援していく事業である。2008年（平成20年）は1186件のうち120件の計画が選定された。

## 財源
地方の元気再生事業には25億600万円が支出された。